# Herbert Richter (Architekt)
Herbert Richter alias Richter-Luckian, (* 5. August 1901 in Halle (Saale); † 8. Mai 1944 in Brandenburg-Görden) war ein deutscher Architekt und Widerstandskämpfer gegen den Nationalsozialismus. 

## Leben

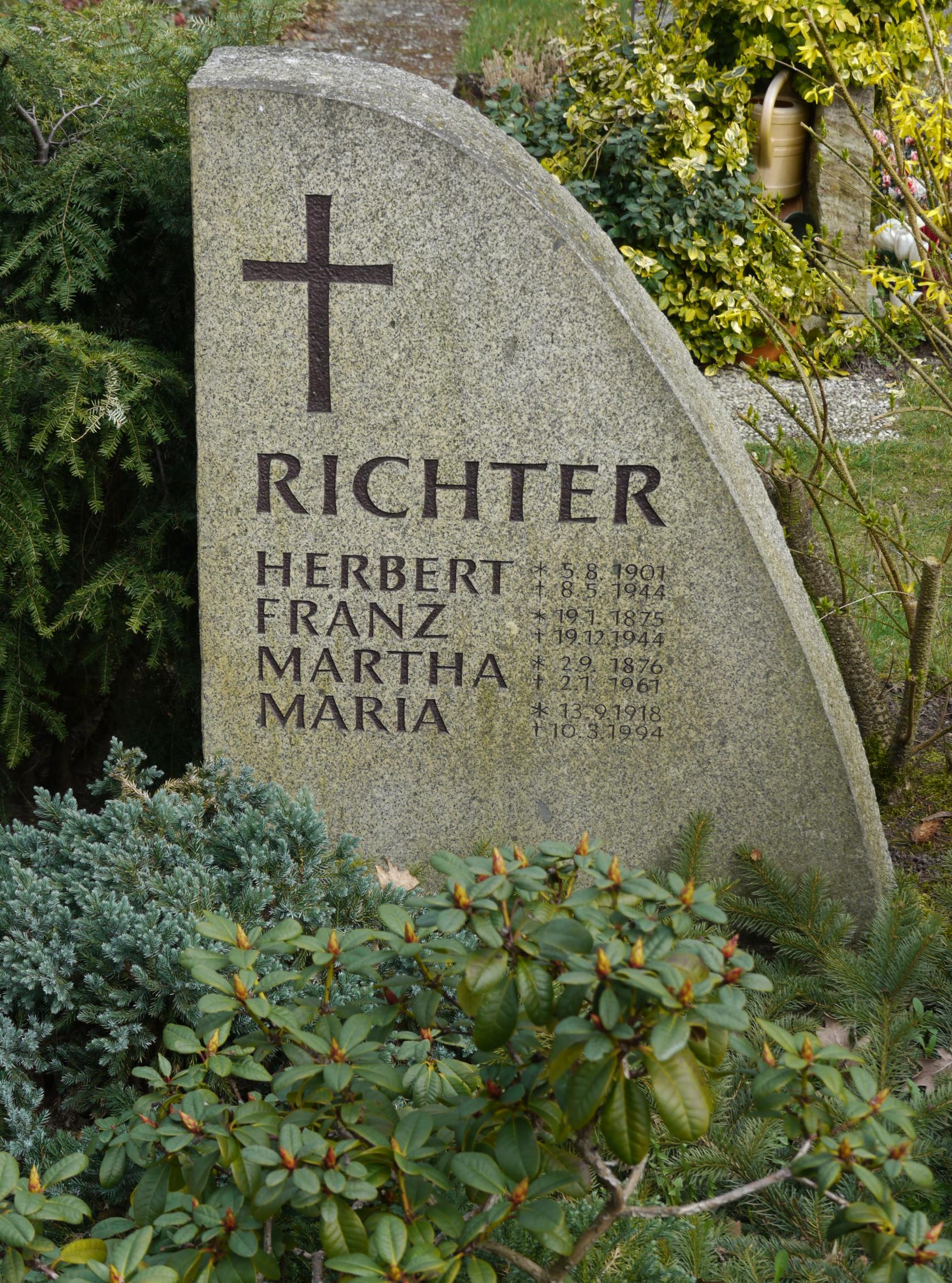
Grab der Familie Richter auf dem Kreuz-Friedhof in Lankwitz (Abteilung M-W1-024). Koordinaten des Grabes:

Für das Widerstandsnetz von Harro Schulze-Boysen beschaffte er Informationen aus dem Generalstab des Oberkommandos der Luftwaffe (OKL).
Richter war 1939 mit dem Arzt Georg Groscurth, dem Chemiker Robert Havemann und dem Zahnarzt Paul Rentsch einer der Mitbegründer der Widerstandsgruppe Europäische Union.
Richter hatte seine Wohnung zur Verfügung gestellt, als sich am 15. Juli 1943 ein „Zentralkomitee“ der Gruppe gründete. Verhaftet wurde er am 5. September 1943 durch die Gestapo in seinem Haus in Diensdorf am Scharmützelsee. Die Verhandlung und Verurteilung zum Tod durch den Volksgerichtshof, vertreten durch Präsident Roland Freisler, fand am 15./16. Dezember 1943 statt. Das nichtrechtskräftige Urteil gegen Richter, Rentsch und Groscurth wurde am 8. Mai 1944 im Zuchthaus Brandenburg vollstreckt. Er ist auf dem Kreuzkirchhof in der Malteserstraße in Berlin-Lankwitz bestattet.

## Ehrungen
- Richters Grabstätte auf dem Evangelischen Kreuzkirchhof Lankwitz ist ein Ehrengrab der Stadt Berlin (Grablage: Abt. M, Reihe W1, Platz 024).[2]

- 2006 wurde Herbert Richter in Yad Vashem eingetragen auf der Wall of Memorial – der Mauer mit den Namen der Gerechten unter den Völkern.